# آمیگا ۱۰۰۰
کمودور آمیگا ۱۰۰۰ (به انگلیسی: Amiga 1000) یا به اختصار A1000 اولین رایانه خانگی تولید شده توسط شرکت کمودور بود که با عنوان آمیگا عرضه گردید. این رایانه ترکیبی از سی‌پی‌یو قدرتمند ۳۲/۱۶ بیتی موتورولا ۶۸۰۰۰ و یکی از پیشرفته‌ترین سیستم‌های صوتی و گرافیکی در زمان خود بود. یکی از خصوصیات این دستگاه وجود حالت چند کارگیِ کاملاً واقعیِ سیستم عاملِ موجود در رایانه بود که با ۵۱۲ کیلوبایت حافظه این کامپیوتر کاملاً هماهنگ بود.

## طراحی

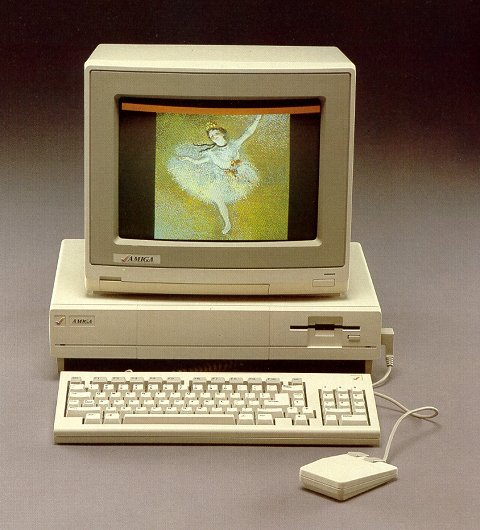
تصویر آمیگا ۱۰۰۰

این آمیگا اولین مدل تولید شده توسط کمودور بود و خصوصیات خاصی داشت که آن را از مدل‌های بعدی آمیگا متمایز می‌کند: آمیگا ۱۰۰۰ تنها مدلی است که لوگوی "check mark" آمیگا را بر روی بدنه خود داشت. قسمت زیرین بدنه کامپیوتر کمی مرتفع بود و جای خالی جهت قرار دادن صفحه کلید دستگاه زمانی که از آن استفاده نمی‌شد را داشت. در داخل بدنه دستگاه نیز یک امضای حکاکی شده از سازنده بدنه دستگاه قرار داشت (مانند مکینتاش ۱۲۸)، این امضا اثری از «جی ماینر» (پدر آمیگا) و اثر پنجه سگش بود. بدنه آمیگا ۱۰۰۰ نیز توسط «هوارد استولز» طراحی شده بود. «استولز» که در شرکت سانیو به عنوان طراح ارشد مشغول کار بود، برای طراحی بدنه رایانه آمیگا ۱۰۰۰ یک قرارداد با شرکت کمودور به امضا رساند و به عنوان طراح صنعتی شروع به همکاری با کمودور نمود.
آمیگا ۱۰۰۰ در دو مدل تولید گردید، مدل اول برای استفاده با تلویزیونهای ان‌تی‌اس‌سی و دیگری برای استفاده توسط تلویزیون‌های پال. نسخه ان‌تی‌اس‌سی آمیگا ۱۰۰۰ اولین مدل تولید شده بود که در آمریکای شمالی به بازار عرضه شد. مدل بعدی (پال) نیز در کشور آلمان مراحل طراحی و تولید خود را گذرانده و برای کشورهایی عرضه شد که از سیستم تلویزیونی پال استفاده می‌کردند. نکته‌ای که در مدل ان‌تی‌اس‌سی آمیگا ۱۰۰۰ وجود داشت عدم وجود حالت تصویری EHB در این مدل بود٬ این حالت برای مدل‌های پال آمیگا ۱۰۰۰ و تمامی مدل‌های بعدی آمیگا استفاده شد.
سیستم عامل آمیگااواس به علت داشتن باگ‌ها و اشکال‌های نرم‌افزاری در زمان عرضه آمیگا ۱۰۰۰، بر روی حافظه رام این کامپیوتر قرار نگرفت، در عوض آمیگا ۱۰۰۰ دارای یک برد سخت‌افزاری جانبی با ۲۵۶ کیلوبایت حافظه رَم بود که به اختصار WCS نامیده می‌شد و هسته اصلی سیستم عامل آمیگااواس را توسط فلاپی دیسک داخل حافظه دستگاه بارگذاری می‌کرد. (به این عملیات بوت شدن آمیگا اصطلاحاً «کیک‌استارت» گفته می‌شود). بعد از بارگذاری آمیگااواس، WCS به صورت غیرقابل نوشتن در می‌آمد و با ریست کردن سیستم نیازی به بارگذاری مجدد سیستم عامل نبود.

## اطلاعات فنی
پیش محصول تولیدی آمیگا (با نام رمز Velvet) در اوایل سال ۱۹۸۵ میلادی و با ۱۲۸ کیلوبایت حافظه رَم و امکان افزایش به ۲۵۶ کیلوبایت، توسط شرکت کمودور در اختیار تیم توسعه دهنده قرار گرفت. در پی اعتراض تیم توسعه دهنده به مقدار کم حافظه، کمودور بعداً حافظه سیستم را به ۲۵۶ کیلوبایت افزایش داد. نام چیپ ست‌های سیستم با نام‌های شناخته شده آن‌ها در مدل‌های بعدی آمیگا تفاوت داشت، «دنیس» و «پائولا» (چیپ ست‌های معروف در سری رایانه‌های آمیگا) در Velvet با نام‌های «دافنه» و «پورتیا» نامگذاری شده بودند. بدنه مدل پیش تولیدی آمیگا ۱۰۰۰ بزرگترین وجه تمایز این مدل از مدل‌های نهایی تولید شده بود، تفاوت اصلی در وجود لوگوی برجسته شرکت کمودور در گوشه بالای سمت چپ بدنه بود و اثری از امضای سازنده یا دستگیره حمل و نقل دستگاه در بدنه دیده نمی‌شد.
آمیگا ۱۰۰۰ از پردازنده موتورولا ۶۸۰۰۰ به عنوان سی‌پی‌یو استفاده می‌کرد که در دو سرعت ۷٫۱۵۹۰۹ مگاهرتز برای ان‌تی‌اس‌سی و ۷٫۰۹۳۷۹ مگاهرتز برای پال تولید گردیدند. سیستم زمان‌بندی ساعت آمیگا ۱۰۰۰ نشات گرفته از فرکانس تصویری سیستم بود که به سادگی به آمیگا اجازه انجام این عملیات را فقط با استفاده از یک کریستال می‌داد. برای هماهنگی با اجرای بهتر بازی‌های ویدئویی، تراشه مخصوصی طراحی گردیده بود که وظیفه هماهنگی بین چیپست DMA و حافظه پردازنده مرکزی را بر عهده داشت که در نتیجه سخت‌افزار آمیگا توانایی اجرای برنامه‌ها را به صورت کاملاً همز مان و بدون هرگونه تأخیری را دارا بود.
با وجود اینکه اکثر آمیگاهای عرضه شده همراه با یک مانیتور آرجی‌بی فروخته شدند، آمیگا ۱۰۰۰ دارای یک «خروجی ویدئوی» داخلی بود که به آمیگا اجازه اتصال مستیم به بقیه مدل‌های مانیتور استاندارد آرجی‌بی موجود در بازار را می‌داد. آمیگا ۱۰۰۰ همچنین دارای یک خروجی مخصوص به نام "TV MOD" بود که با مدولاسیون فرکانس‌های تصویری سیستم به حالت RF، اجازه اتصال دستگاه به تلویزیون‌ها و دستگاه‌های پخش و ضبط‌کننده ویدئوی معمولی (VCR) را می‌داد.
تراشه اصلی موتورولا ۶۸۰۰۰ قابل جایگزینی با تراشه موتورولا ۶۸۰۱۰ در سیستم می‌باشد که در نتیجه اجرای سریعتر دستورالعمل‌ها را در پی خواهد داشت، اما باعث ناسازگاری در اجرای بعضی از نرم‌افزارها خواهد شد. شرکت‌های ارتقاء دهنده سی‌پی‌یو معمولاً از ریزپردازنده‌های سریعتر مانند ۶۸۰۲۰/۶۸۸۸۱ یا ۶۸۰۳۰/۶۸۸۸۲ استفاده می‌کنند و اغلب آن‌ها قابلیت بازگشت به حالت ۶۸۰۰۰ را جهت حفظ سازگاری نرم‌افزارها دارا هستند. تعدادی از بوردهای ارتقای سی‌پی‌یو دارای یک سوکت مخصوص برای قرار دادن ریزپردازنده ۶۸۰۰۰ هستند، در حالیکه بردهای ۶۸۰۳۰ معمولاً همراه با یک ۶۸۰۰۰ آن‌بورد عرضه می‌گردند.
آمیگا ۱۰۰۰ اولیه دارای فقط ۲۵۶ کیلوبایت حافظه رَم بود (اصطلاحاً Amiga Chip RAM)، که قابلیت ارتقاء تا ۵۱۲ کیلوبایت را از طریق اضافه نمودن کارت ارتقای حافظه داشت. محل اضافه شدن این کارت در زیر پوششی در قسمت جلوی بدنه آمیگا قرار دارد. با توجه به مقدار فضای آدرس دهی ۲۴ بیتی ریزپردازنده ۶۸۰۰۰، حافظه رَم دستگاه قابلیت ارتقاء به حداکثر ۹ مگابایت را داشت و این مقدار حافظه فقط در صورتی قابل استفاده می‌شود که سی‌پی‌یو اجازه دسترسی اجرای سریعتر کدهایی را مانند سیکل DMA که با سی‌پی‌یو به اشتراک گذاشته نشده‌اند را بدهد.
یکی از ویژگی‌های آمیگا ۱۰۰۰ وجود یک پورت ۸۶ پین اضافه شونده بود که به مانند آمیگا ۵۰۰ اجازه اضافه شدن کارت‌های ارتقاء حافظه یا آداپتورهای SCSI را به دستگاه می‌داد. این کارت‌ها معمولاً توسط شرکت‌های سخت‌افزاری متفرقه برای آمیگا تولید می‌شدند. این منابع توسط قابلیت پیکربندی خودکار آمیگا (معروف به Autoconfig) به کار گرفته می‌شدند. آمیگا ۱۰۰۰ همچنین قابلیت اضافه شدن کارت افزایش سرعت باس سیستم (Amiga Zorro II) را از طریق درگاه مخصوصی دارا بود.

### مشخصات
| ویژگی                   | مشخصات |
| ----------------------- | --- |
| واحد پردازش مرکزی       | موتورولا ۶۸۰۰۰ (۷٫۱۶ مگاهرتز ان‌تی‌اس‌سی، ۷٫۰۹ مگاهرتز پال) |
| حافظه رَم                | ۲۵۶ کیلوبایت Amiga Chip RAM قابل افزایش به ۵۱۲ کیلوبایت به وسیله کارتریج |
| حافظه رام               | ۸ کیلوبایت راه‌اندازی خودکار رام. ۲۵۶ کیلوبایت ذخیره شده توسط WCS برای اجرای سیستم عامل (که از طریق فلاپی دیسک بارگذاری می‌شود) |
| چیپ ست                  | اوسی‌اس (Original Chip Set) چیپ ست به کار رفته در آمیگاهای اولیه که وظیفه اجرای گرافیک و صوت آمیگا را برعهده داشت |

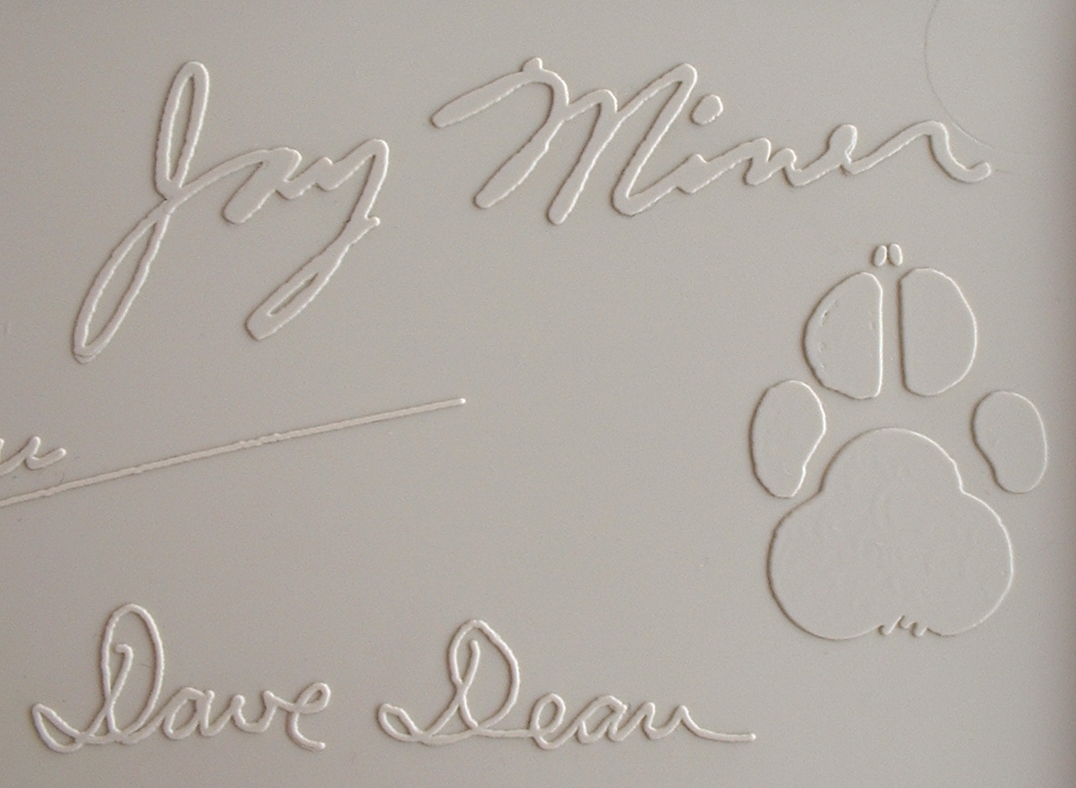
اثر برجسته امضای «جِی ماینر» ملقب به پدر آمیگا، در بالای کاور آمیگا ۱۰۰۰ همراه با اتر پنجه «میچی» سگ ماینر

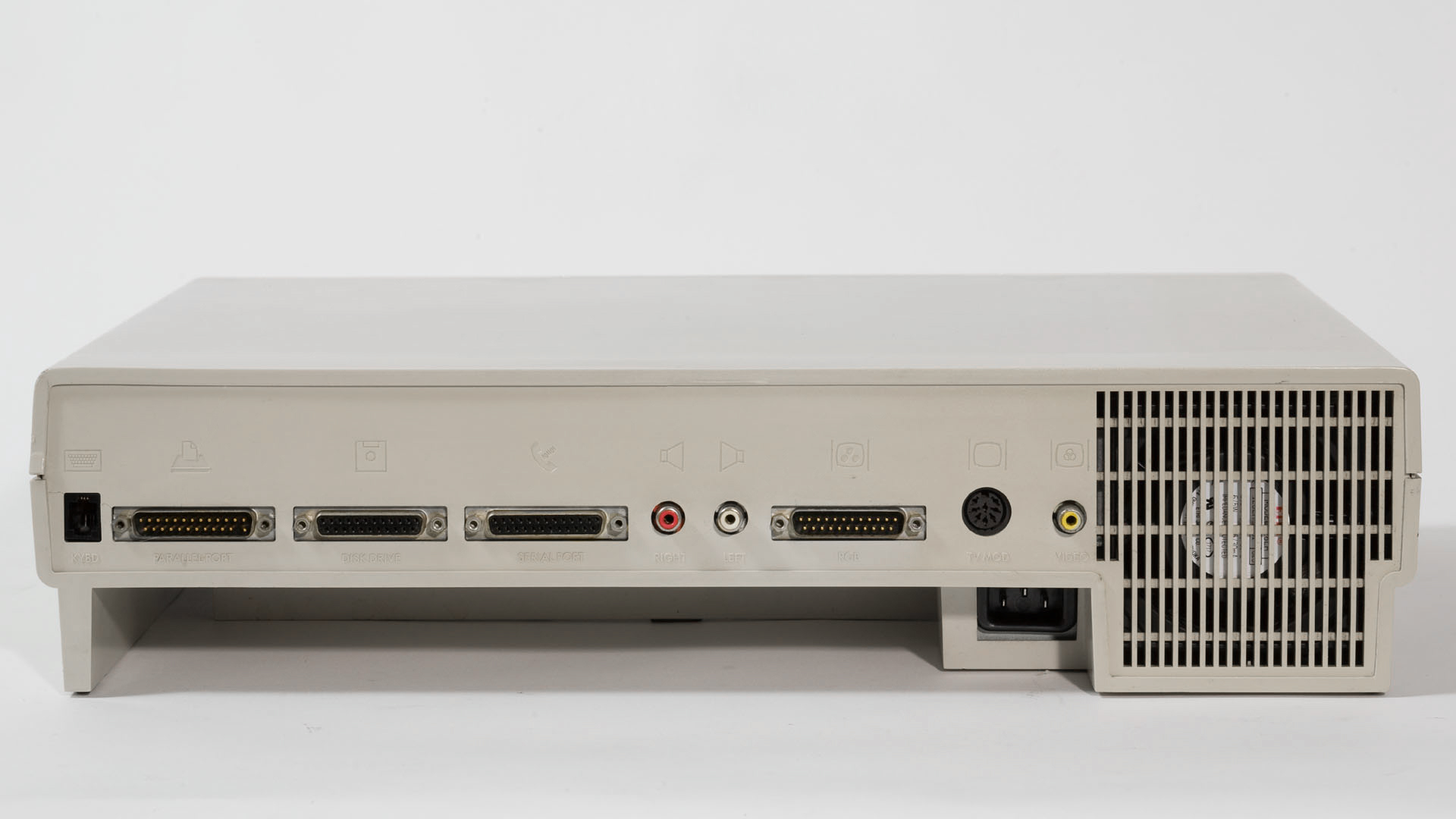
نمای پشت آمیگا ۱۰۰۰

| ویدئو                   | پلت رنگ ۱۲ بیتی (۴۰۹۶ رنگ). حالت‌های گرافیکی شامل ۳۲، ۶۴ (حالت تصویری EHB که در مدل‌های ان‌تی‌اس‌سی وجود نداشت) یا ۴۰۹۶ رنگ (HAM) همزمان در صفحه نمایش: - ۳۲۰×۲۰۰ به ۳۲۰×۴۰۰i (ان‌تی‌اس‌سی) - ۳۲۰×۲۵۶ به ۳۲۰×۵۱۲i (پال) حالت‌های گرافیکی ۱۶ رنگ بر روی صفحه نمایش: - ۶۴۰×۲۰۰ به ۶۴۰×۴۰۰i (ان‌تی‌اس‌سی) - ۶۴۰×۲۵۶ به ۶۴۰×۵۱۲i (پال) |
| صدا                     | ۴ کانال ۸ بیت PCM (دو کانال استریو)، ۲۸ کیلوهرتز حداکثر سمپل ریت، ۷۰ dB نسبت سیگنال به نویز |
| حافظه ذخیره‌سازی جداشدنی | گرداننده فلاپی دیسک ۳٫۵ اینچ (با ظرفیت ۸۸۰ کیلوبایت) |
| خروجی صدا/تصویر         | خروجی آنالوگ آرجی‌بی ویدئو (DB-23M)، خروجی TV MOD (برای ارتباط صوتی و تصویری با تلویزیون‌های معمولی)، خروجی ویدئوی کامپوزیت (رابط آرسی‌ای)، ۲ خروجی صوت (رابط آرسی‌ای) |
| درگاه‌های ورودی/خروجی    | درگاه صفحه کلید (RJ10)، دو عدد درگاه ورودی ماوس و جوی استیک (DE9)، درگاه سریال RS-232، درگاه موازی (DB-25M)، درگاه گرداننده فلاپی دیسک (DB-23F) |
| شیارهای توسعه           | درگاه توسعه ۸۶ پین |
| سیستم عامل              | آمیگااواس ۱٫۰ (کیک‌استارت ۱٫۰/۱٫۱/۱٫۲/۱٫۳ و رابط کاربری گرافیکی «ورک بنچ» ۱٫۰/۱٫۱/۱٫۲/۱٫۳) |

## معرفی و فروش
کامپیوتر آمیگا ۱۰۰۰ در تاریخ ۲۳ ژوئیه ۱۹۸۵ میلادی و در مراسم جشنی با حضور اندی وارهول و دبی هری که در مرکز هنرهای نمایشی لینکلن در شهر نیویورک برگزار شده بود، معرفی گردید. سپس در سپتامبر همان سال عرضه آن به خرده فروشی‌ها آغاز شد. سیستم‌های آمیگا ۱۰۰۰ همراه با ۲۵۶ کیلوبایت حافظه رَم و با قیمت ۱۲۹۵ دلار آمریکا در مغازه‌های خرده فروشی عرضه گردید. برای خریدارانی که تمایل به تهیه مانیتور داشتند، یک مانیتور ۱۳ اینچ آرجی‌بی آنالوگ به قیمت ۳۰۰ دلار در دسترس بود که جمعاً قیمت تمام شده سیستم را به ۱۵۹۵ دلار افزایش می‌داد. قبل از معرفی و عرضه آمیگا ۵۰۰ و آمیگا ۲۰۰۰ در سال ۱۹۸۷ میلادی، این سیستم به‌طور ساده «آمیگا» نامیده می‌شد.
در آمریکا این سیستم با عنوان «آمیگا محصول کمودور» و همراه با لوگوی شرکت بر روی بدنه دستگاه عرضه گردید. نام تجاری کمودور در ارائه آمیگا ۱۰۰۰ در بازارهای بین‌المللی نیز حفظ گردید
تا قبل از ورود آمیگا، کامپیوترهای کمودور ۶۴ و «کمودور وی آی سی-۲۰» علاوه بر فروشگاه‌های کامپیوتری، در اسباب بازی فروشی‌ها و مراکز عرضه متفرقه نیز قابل خرید بودند. به همین دلیل ذهنیت اسباب بازی بودن محصولات کمودور در بین مردم جا افتاده بود. جک ترامیل (بنیانگذار کمودور) برای از بین بردن این ذهنیت در هنگام عرضه آمیگا ۱۰۰۰، اقدام به عرضه این دستگاه به‌طور انحصاری در فروشگاه‌های کامپیوتری نمود.
همراه با عرضه سیستم عامل بر روی فلاپی دیسک، یک نسخه از آمیگا بیسیک محصول شرکت مایکروسافت نیز به صورت یک جا و در قالب یک باندل به مشتریان آمیگا ۱۰۰۰ فروخته می‌شد.

## بازتاب‌ها
در سال ۱۹۹۴ شرکت کمودور اعلام ورشکستگی نمود و تولید آمیگا برای همیشه توسط این شرکت متوقف گردید، مجله آمریکایی «بایت» در مورد آمیگا ۱۰۰۰ اینگونه می‌نویسد: «اولین رایانه مولتی مدیا... که بسیار از زمان خود جلوتر بود و هیچ‌کسی (حتی اعضای فروش و بازاریابی شرکت کمودور) هم به طور کامل به قابلیت‌های آن پی نبردند.»
در سال ۲۰۰۶ ماهنامه پی‌سی ورلد آمیگا ۱۰۰۰ را به عنوان هفتمین رایانه شخصی برتر تمام دوران معرفی نمود. یک سال بعد و در تاریخ ۲۰۰۷، این مجله آمیگا ۱۰۰۰ را به عنوان سی و هفتمین محصول برتر تکنولوژی تمام دوران رتبه بندی نمود.